# Foramen jugulaire
Le foramen jugulaire, anciennement appelé trou déchiré postérieur, est une ouverture entre la base externe du crâne et la base interne du crâne. Il est situé entre le rocher (la partie pétreuse de l'os temporal) en avant et l'os occipital en arrière. Il laisse le passage à différentes structures veineuses (sinus sigmoïde qui devient alors la veine jugulaire interne) et nerveuses (nerfs crâniens IX (nerf glossopharyngien), X (nerf vague) et XI (nerf accessoire)).
Il ne doit pas être confondu avec le foramen déchiré (ou foramen lacerum), orifice irrégulier en dessous du canal carotidien, dans la fosse crânienne moyenne.

## Description

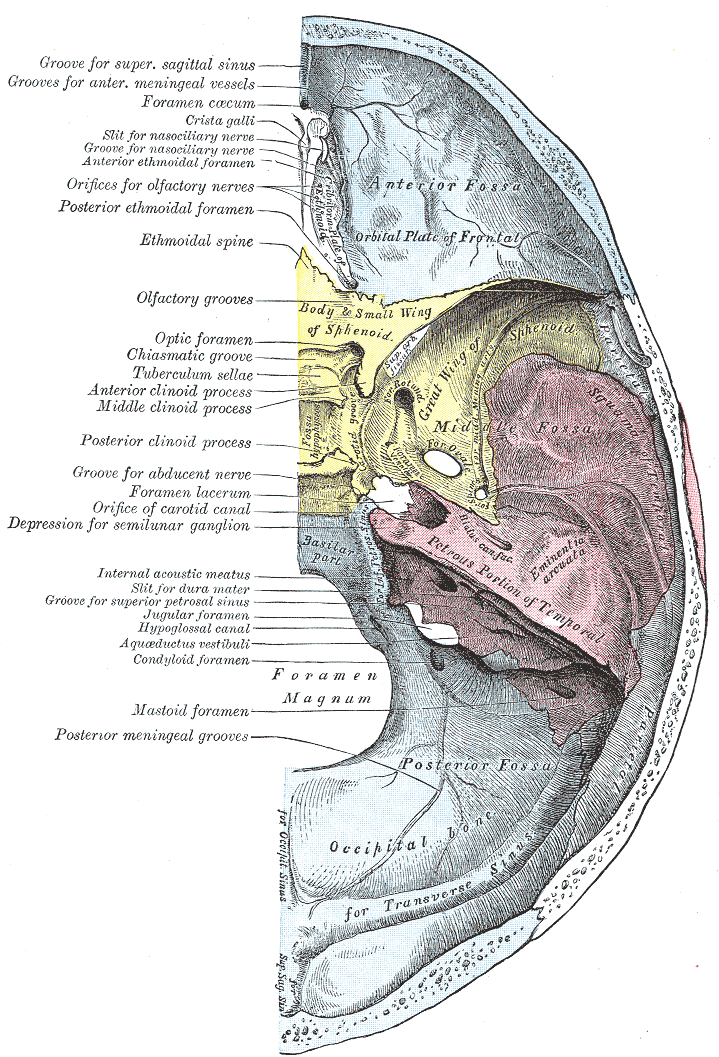
Vue endocrânienne de la base du crâne

Le foramen jugulaire est creusé dans la suture pétro-basilaire. Il est  plus étendu sur la partie temporale que sur la partie occipitale. Il a une direction oblique en avant et en dedans. Il occupe les deux-tiers postéro-latéraux de cette suture. Il a une forme grossière de fer de lance, à pointe antéro-médiale.
Son canal oblique en haut en dedans et en arrière fait que ses ouvertures exocrâniennes et endocrâniennes n'ont pas la même forme.

### Bord temporal
Le bord antérieur du foramen jugulaire est formé par la partie postérieure de l'os temporal. Cet os est creusé d'une incisure, nommé incisure jugulaire, qui forme le versant antérieur du foramen. Elle est limitée en avant par l'épine jugulaire. En profondeur de cette incisure jugulaire, se situe la fosse jugulaire, large excavation creusée dans le rocher, qui est le siège du golfe de la jugulaire.

### Bord occipital
Le bord postérieur du foramen jugulaire est formé par la partie basilaire et la partie latérale de l'os occipital, qui forme à ce niveau une incisure jugulaire, surplombée par le processus jugulaire. Le processus jugulaire répond à la facette jugulaire du temporal pour fermer le foramen jugulaire en arrière. Contrairement à l'os temporal, il n'y a pas de fosse jugulaire creusée dans l'os occipital[pas clair]
On retrouve aussi une épine jugulaire sur l'os occipital, qui est relié à l'épine de l'os temporal par un ligament jugulaire qui divise en deux compartiments le foramen jugulaire.

### Orifice endocrânien

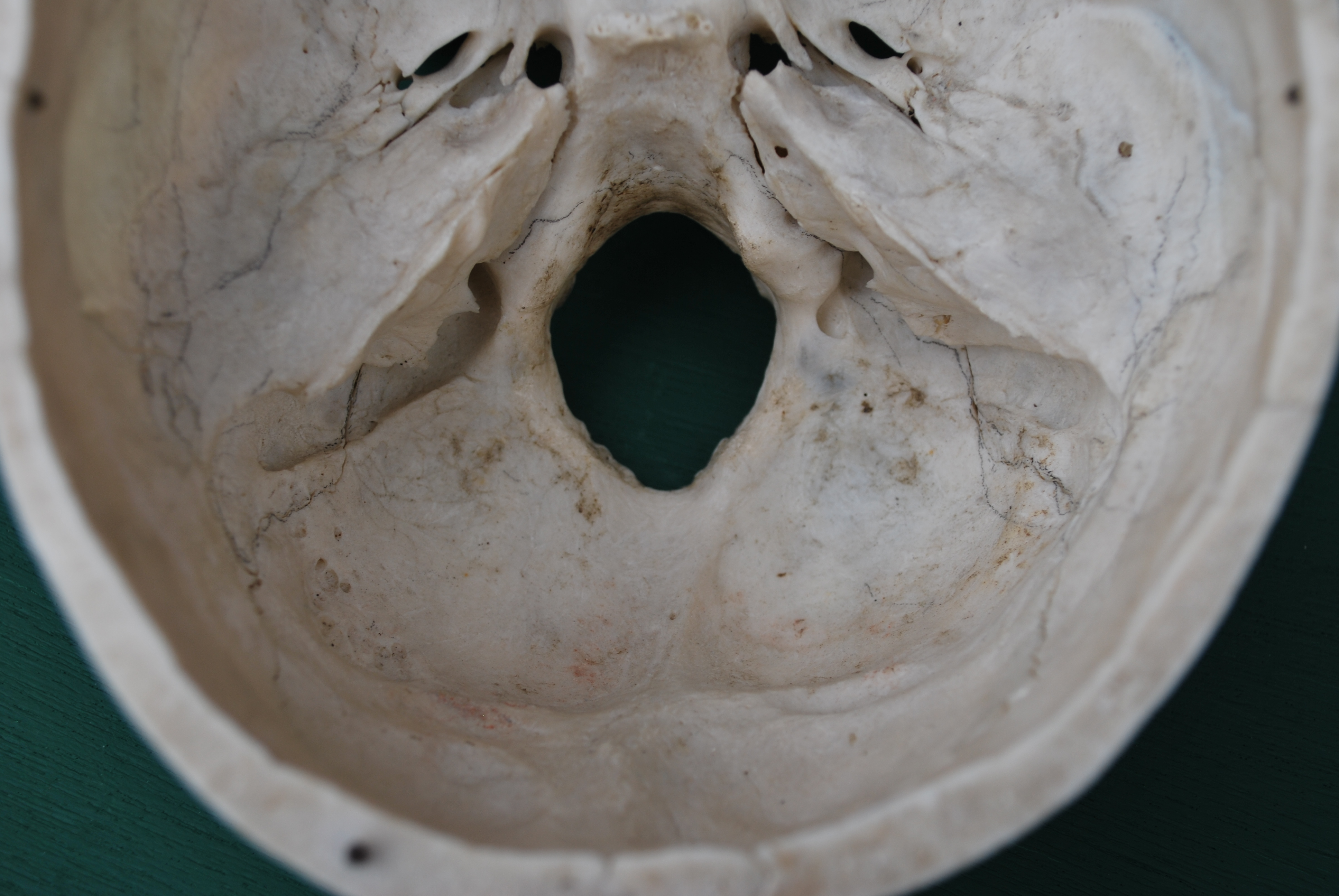
Vue endocrânienne du foramen jugulaire

Au niveau de son ouverture endocrânienne, le foramen jugulaire est limité latéralement par le bord postérieur de l’os pétreux et médialement par la partie latérale de l’os occipital. En arrière, on retrouve l’articulation entre le processus jugulaire occipital et facette jugulaire de l’os pétreux, et en avant on a l’articulation entre le bord postérieur de l’os pétreux et le bord latéral de la lame basilaire de l’os occipital.
La face latérale est formée d'avant en arrière par l’échancrure du nerf glossopharyngien (nerf IX), l'épine jugulaire de l’os pétreux, puis la large échancrure qui borde la fosse jugulaire et ferme médialement le foramen. La face médiale comprend l’encoche du sinus pétreux inférieur en avant, qui se termine en arrière par l'épine jugulaire de l'os occipital.

### Orifice exocrânien

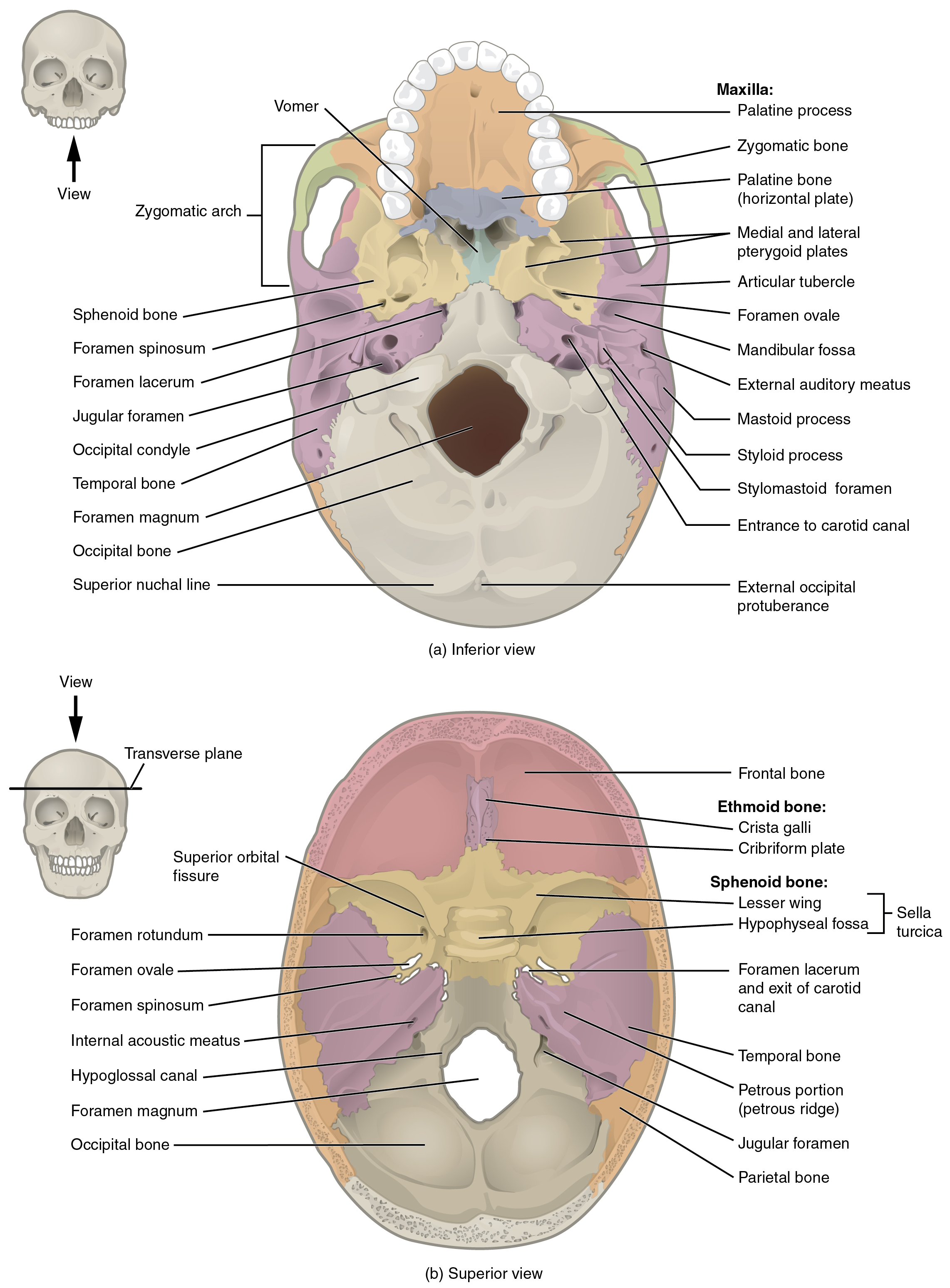
Vue supérieure et inférieure de la base du crâne

Sur une vue exocrânienne, seule la partie la plus ventrale et la plus médiale du foramen jugulaire apparaît visualisable. Cette ouverture est limitée par l’os occipital en dedans, qui est rectiligne et par l’os pétreux en dehors, formé par la gouttière du nerf glossopharyngien.
L'orifice exocrânien du foramen jugulaire est bordé sur son versant temporal par le sillon du sinus pétreux inférieur et en avant par l’orifice du canal carotidien. On retrouve aussi la fossette pétreuse du ganglion inférieur du IX, et l'orifice du canicule tympanique. Sur le versant occipital, le condyle de l'occipital le sépare du foramen magnum. En arrière du condyle postérieur, on retrouve la fossette condylienne où se situe le foramen du canal condylien.

### Canal intra-osseux
Le foramen jugulaire est cloisonné par deux ligaments fibreux :
- le ligament qui unit les deux épines jugulaires est dorsal et latéral. Il va diviser le foramen jugulaire en deux compartiments, postérieur et antérieur. Le compartiment postérieur est large, et est occupé par la veine jugulaire interne. Le compartiment antérieur est plus étroit et contient les éléments nerveux avec les nerfs crâniens IX, X et XI.
- Le compartiment antérieur est lui aussi divisé en deux par un faisceau fibreux, plus antérieur et médial, qui est bien individualisante et peut parfois être ossifié. Le compartiment antérieur formé par cette division contient le nerf glossopharyngien (IX), et le sinus pétreux inférieur. Le compartiment postérieur, contient le nerf vague (X), et le nerf spinal (XI), mais aussi l'artère méningée postérieure, branche de l'artère pharyngienne ascendante.

## Contenu
Le foramen jugulaire forme un véritable canal dans la base du crâne, laissant passer des éléments vasculaires (veine jugulaire interne, sinus pétreux inférieur, artère méningée postérieure) et des éléments nerveux (nerfs crâniens IX, X et XI).

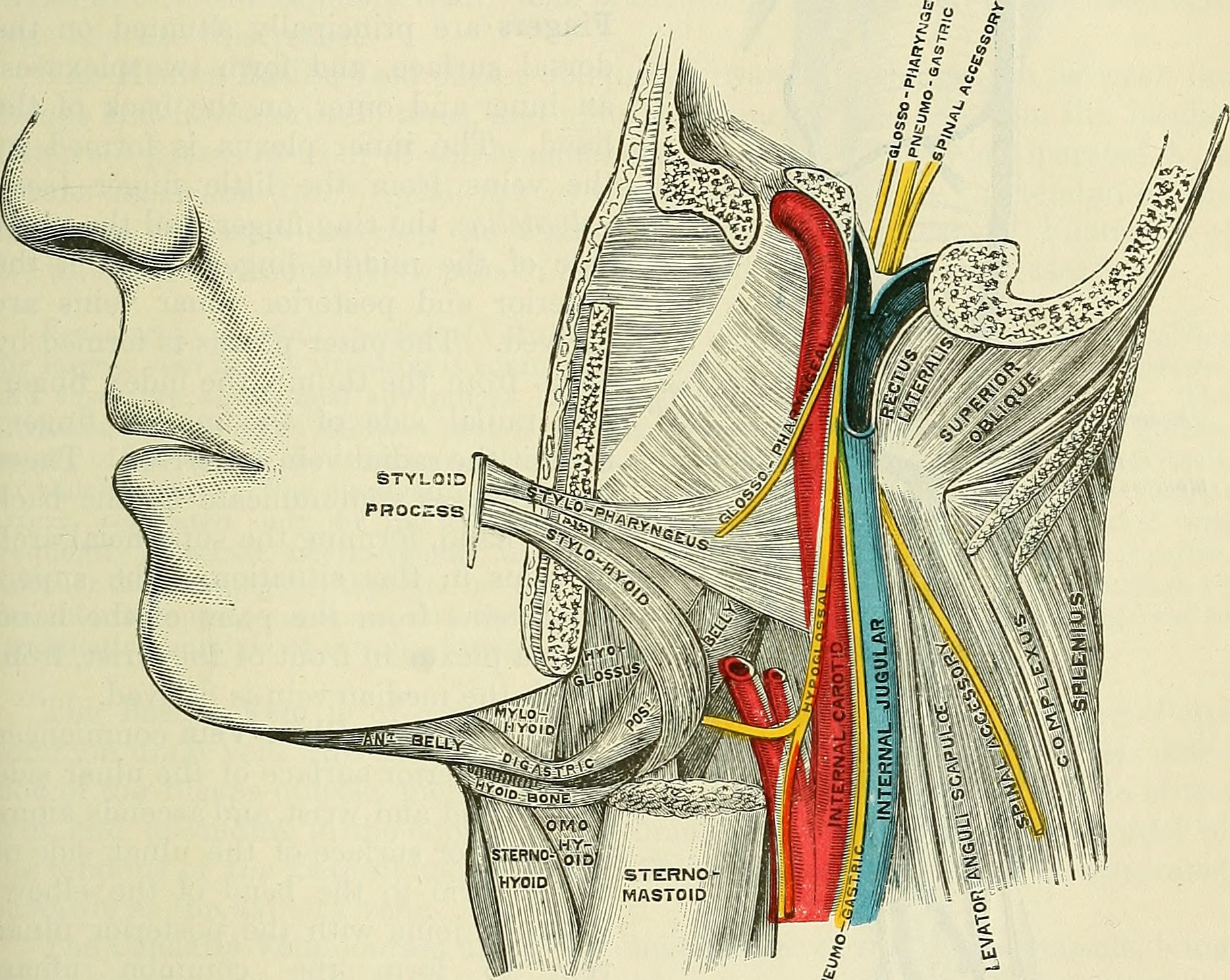
Passage des éléments vasculo-nerveux dans le foramen jugulaire

### Nerf glossopharyngien (IXepaire crânienne)
Le nerf glossopharyngien passe au contact du bord postérieur du rocher, formant alors une échancrure nette. En dedans, il est croisé par le sinus pétreux inférieur. Il est séparé des deux autres nerfs crâniens par cette cloison fibreuse décrite précédemment. En arrivant sur le versant exocrânien du foramen jugulaire, il va combler la fossette pétreuse située en avant, pour former son ganglion inférieur (ganglion d'Andersh).

### Nerf vague (Xepaire crânienne)
Le nerf vague va traverser le foramen jugulaire dans son compartiment intermédiaire. Il chemine en avant du nerf spinal, et de l'artère méningée postérieure auquel il s'accole, puis va former avant sa sortie de la base du crâne l'un de ses renflements, le ganglion supérieur du nerf vague (ganglion jugulaire).

### Nerf spinal accessoire (XIepaire crânienne)
Le nerf spinal accessoire est constitué d'une racine crânienne, qui s'unit avec le nerf vague avant son entrée dans le foramen jugulaire, et d'une racine médullaire, qui remonte dans le crâne via le foramen magnum avant de ressortir par le foramen jugulaire, en traversant la dure mère par le même orifice que le nerf vague, puis en cheminant en arrière de celui-ci.

### Veine jugulaire interne
Le compartiment postérieur du foramen jugulaire est occupé par la dilatation d'origine de la veine jugulaire interne, golfe de la jugulaire ou bulbe jugulaire supérieur, qui est en continuité avec le sinus sigmoïde. Cette dilatation se fait sur le versant temporal de la veine, et va se coucher dans la fosse jugulaire de l'os pétreux. Le fond de la fosse jugulaire est perforé d'un ostium introitus qui laisse passer un fin rameau du X. Au sommet du dôme de la jugulaire, sous le plancher de la caisse du tympan, se situe le glomus jugulaire.
La fosse jugulaire peut être plus ou moins profonde. Elle est en règle générale plus profonde à droite. Le fond de la fosse est en rapport avec l'hypotympanum, mais lorsque cette fosse est très creusée, lu peut se rapprocher du conduit auditif interne. Parfois une déhiscence du plancher de la caisse tympanique peut laisser le bulbe se développer dans la caisse tympanique.

## Embryologie
Le foramen jugulaire est le vestige d'un orifice embryologique qui fait communiquer la première fente branchiale avec la fosse postérieure. C'est un espace interosseux et non un orifice osseux.

## Aspect clinique
Le foramen jugulaire est principalement le siège de tumeurs, dont la plus fréquente est le paragangliome jugulaire.
Le développement d'une tumeur ou toute autre compression extrinsèque vont occasionner une symptomatologie propre  , décrite sous le terme de syndrome du foramen jugulaire ou syndrome de Vernet, associant une paralysie des nerfs IX, X et XI.

### Voies d'abord chirurgicales
La chirurgie du foramen jugulaire est une chirurgie complexe. Sa profondeur et sa proximité avec des éléments vasculo-nerveux cruciaux rendent complexe son abord et sa chirurgie. Plusieurs voies d'abords chirurgicales ont été décrites .
L’abord du foramen jugulaire peut se faire par des voies d’abord otologiques et notamment la voie infratemporale de Fisch de type A, ou par d’autres voies d’abord otologiques qui ne nécessitent pas de dérouter le nerf facial mais ne permettent pas de contrôler de grosses tumeurs. Les autres voies d’abord sont neurochirurgicales, épargnant le rocher, le nerf facial et l’oreille moyenne et passant par une dissection cervicale transcondylienne et transtuberculaire .

## Galerie

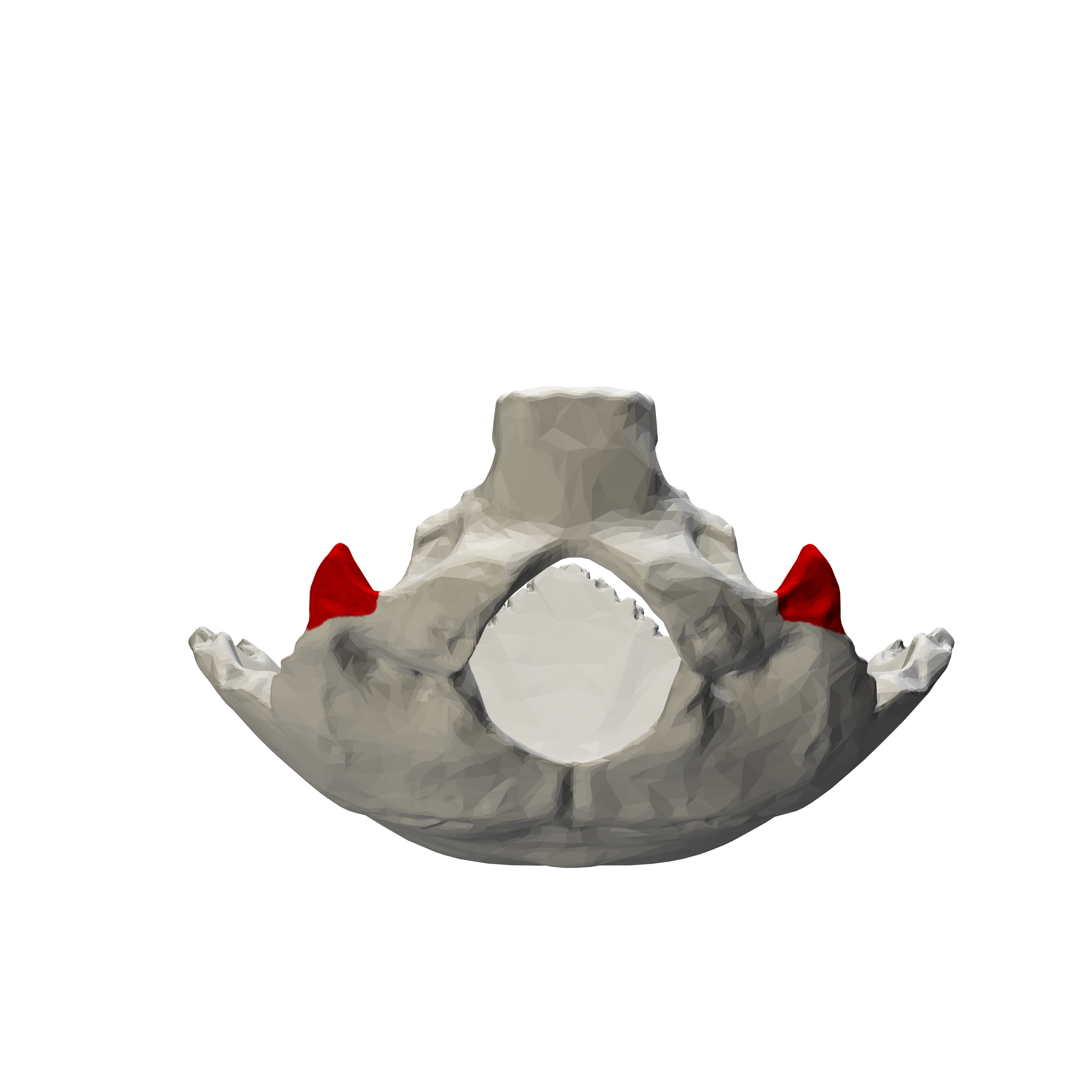
Processus jugulaire de l'os occipital
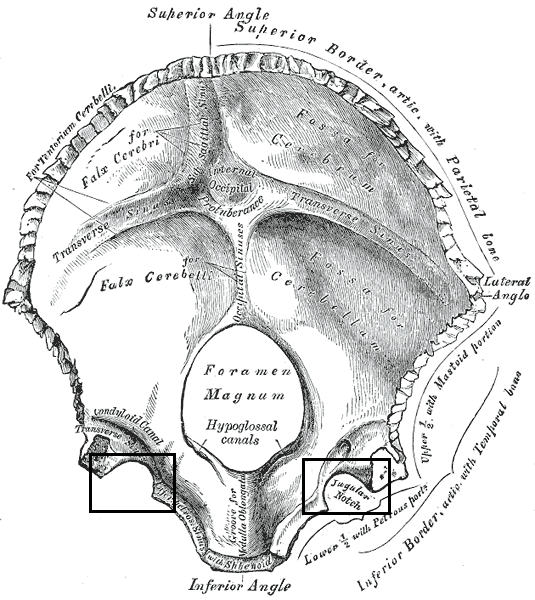
Incisure jugulaire de l'os occipital (encadrée)
Suture pétro-occipitale
Foramina de la base du crâne (vue endocrânienne)